# Бельфорте-дель-Кьенти
Бельфо́рте-дель-Кье́нти (итал. Belforte del Chienti) — коммуна в Италии, располагается в регионе Марке, в провинции Мачерата.
Население составляет 1747 человек (2008 г.), плотность населения составляет 110 чел./км². Занимает площадь 16 км². Почтовый индекс — 62031. Телефонный код — 0733.
Святым покровителем коммуны почитается святой Евстахий, день памяти отмечается 20 сентября.

## Демография
Динамика населения:

## Администрация коммуны
- Официальный сайт: http://www.belforte.sinp.net